# 国际消除贫困日

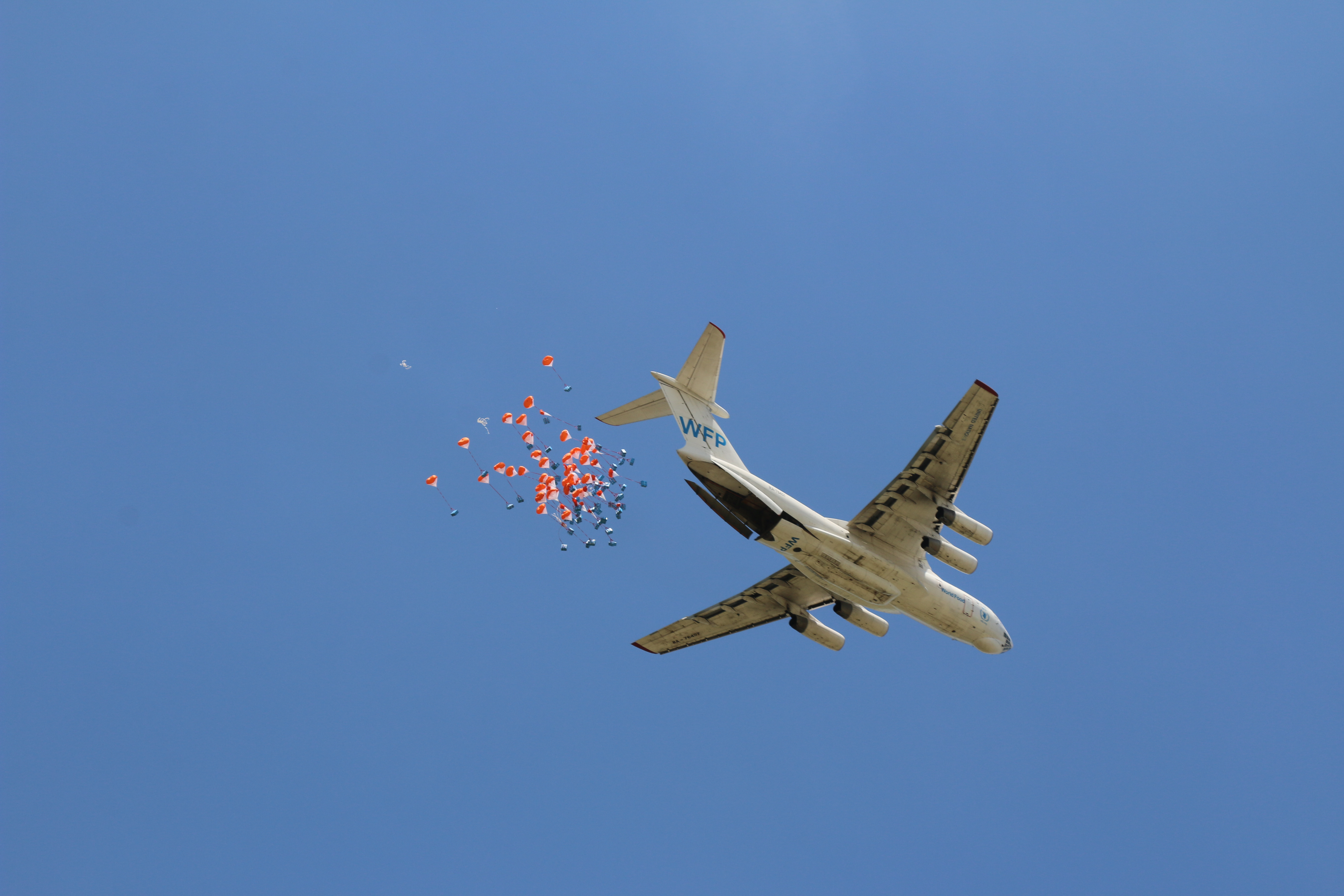
2015年5月，世界粮食计划署旗下的联合国人道主义空运处向南苏丹空投物资

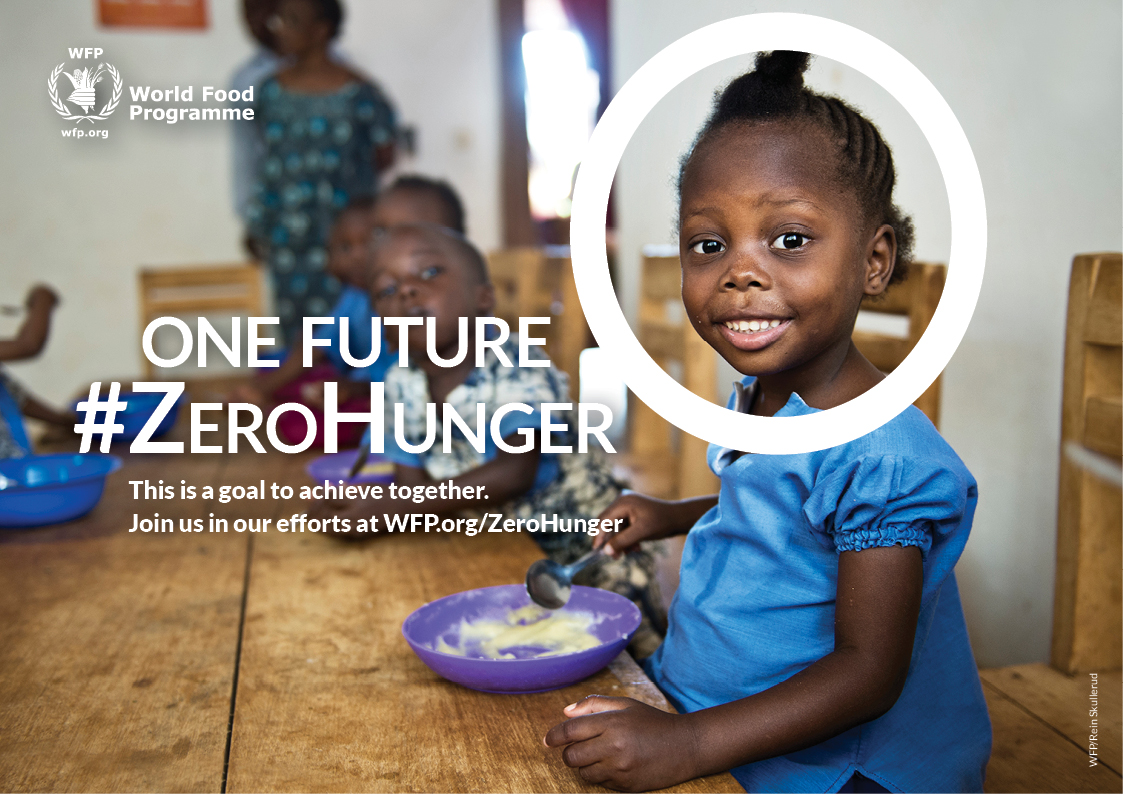
零饥饿计划是粮食计划署的首要工作任务

國際消除貧困日（International Day for the Eradication of Poverty）亦稱國際滅貧日或國際消貧日，是聯合國組織在1992年12月22日會議上通過47/196決議，由1993年起把每年10月17日定為國際滅貧日，用以喚起世界各國對因制裁、各種歧視與財富集中化引致的全球貧富懸殊族群、國家與社會階層的注意、檢討與援助。提高全球的滅貧意識，提醒所有人持續為减少贫困的共同目标——2015年「1.靠每日不到1美元维生的人口比例减半2.挨饿的人口比例减半」而努力。

## 沿革
1990年12月22日，第47届联合国大会根据联合国第二委员会的建议，确定每年的10月17日为世界消除贫困日，也称国际消除贫困日。1990年制定的《联合国第4个10年国际发展战略》、《联合国大会第18届特别会议宣言》和同年在巴黎举行的第二届最不发达国家会议通过的《90年代援助不发达国家行动纲领》等文件，都把发展中国家的经济持续发展和消除贫困，列为国际发展战略的首要目标和国际合作的优先领域。
每年聯合國為此紀念日訂立主題，2006年的主題是「共同努力，摆脱贫穷」。

## 影响
为相应联合国决议，促进脱贫工作，从2014年开始，中华人民共和国将每年的10月17日设立为国家扶贫日。

## 外部連結
- OCT 17.org（页面存档备份，存于）
- 聯合國消除贫穷国际日（页面存档备份，存于）專題網頁